# Zhu Yuanzhang
Zhū Yuánzhāng, Hongwu ou Hung-wu (em chinês: 朱元璋; (21 de outubro de 1328 - 24 de junho de 1398) foi o imperador fundador da dinastia Ming da China.

## Vida
No meio do século XIV, com a fome, pragas e revoltas camponesas que varriam todo o país, Zhu subiu ao trono sobre os exércitos que conquistaram a China e derrubaram a Dinastia Yuan, forçando os mongóis a recuar para as estepes da Ásia central. Após a sua apreensão da capital Yuan Khanbaliq (atual Pequim), Zhu afirmou o Mandato do céu e estabeleceu a dinastia Ming em 1368. Confiando apenas a sua família, criou seus muitos filhos como poderosos príncipes feudais ao longo da marcha do norte e do vale do Yangtze. Tendo sobrevivido seu primeiro sucessor, o Imperador Hongwu entronizado seu neto por meio de uma série de instruções, o que terminou em fracasso quando o Imperador Jianwen na tentativa de derrubar seus tios levou o imperador Yongle a uma rebelião bem sucedida.